# Buchnerillo litoralis
Buchnerillo litoralis là một loài chân đều trong họ Buddelundiellidae. Loài này được Verhoeff miêu tả khoa học năm 1942.